# Limonium sareptanum
Limonium sareptanum är en triftväxtart som först beskrevs av A.K.Becker, och fick sitt nu gällande namn av Helmut Gams. Limonium sareptanum ingår i släktet rispar, och familjen triftväxter. Inga underarter finns listade i Catalogue of Life.

## Bildgalleri

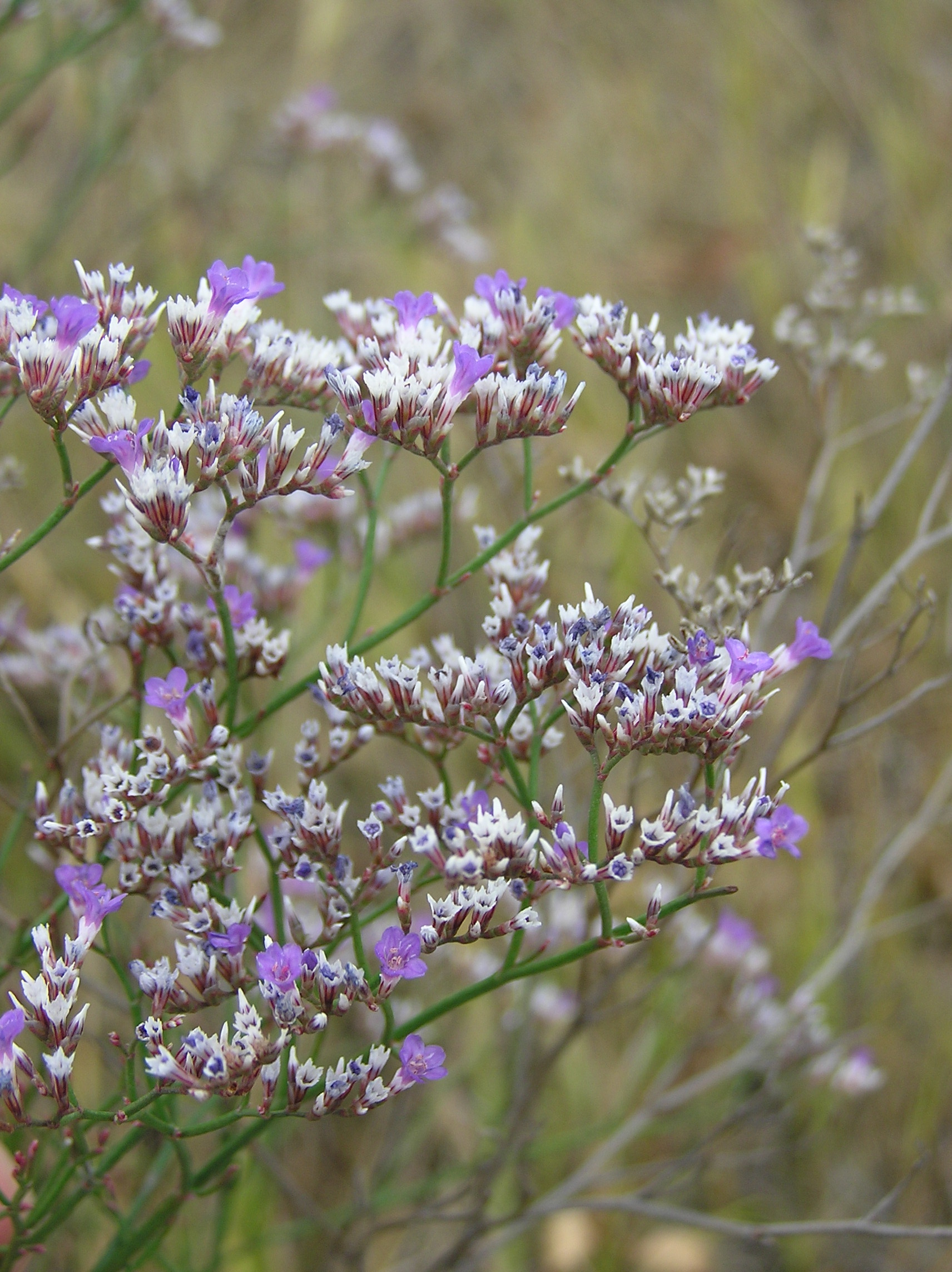